# Завалля (селище)
Зава́лля — селище в Заваллівській громаді Голованівського району Кіровоградської області України. Розташоване на березі річки Південний Буг. На сході межує з селом Жакчик, Могильне на півночі з селищем Салькове, на заході (пд.-зах.) з селом Кам'яне та на півдні з селом Осички (останні два Подільского району Одеській області).

## Історія

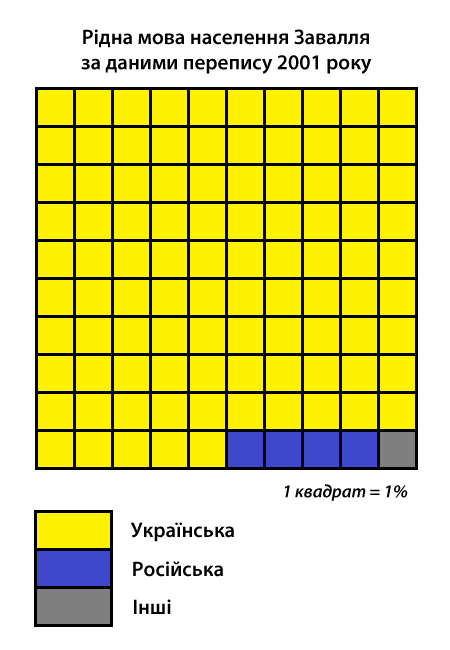
Рідна мова населення Завалля за даними перепису 2001 року

Про походження селища Завалля існує кілька версій :
1) назва Завалля походить від завалів землі, які спостерігались тут у давнину (дослідник історії Подільської губернії Юхим Сіцінський). Ця версія була досить популярна протягом багатьох десятиліть.
2) на цій території певний час проживав поміщик Завалевський (за переказами), відповідно до його прізвища і виникла назва селища.
3) поселення, яке знаходиться за валами фортеці, отримало відповідну назву.
Щодо дати заснування Завалля, то тут виникає багато запитань. За твердженням того ж Ю. Сіцінського перша згадка про нього нібито припадає на 1462 рік. В документах згадується, що в цьому році тут була споруджена церква. Проте чи про Завалля на території Гайворонщини йдеться в документі чи про Завалля у Вінницькій області, яка, до речі, належала до Подільської губернії, достеменно невідомо. Більше того, на карті французького інженера Гільйома де Боплана 1-ої третини XVII ст. населений пункт під такою назвою на території краю відсутній (враховуючи, що на ній є Новий Конєцполь — Саврань та Казавчин).
Цілком імовірно, що Завалля набагато молодше, принаймні на 3 століття. Можна припустити, що засноване воно переселенцями з-під Тульчина. Для підтвердження або спростування цього припущення варто, напевне, зіставити прізвища нинішніх корінних жителів  обох населених пунктів. З приводу останньої версії маємо аналогію в сусідній Вінницькій області. На місці сучасного  міста Тульчин знаходилася фортеця, а поселення, яке було створене переселенцями і було розташоване поблизу її валів називали Заваллям.
Територію, де розташоване нинішнє селище та прилеглі до неї землі, люди облюбували ще з прадавніх часів. Так, в 50-х р.р. XX ст. відомим археологом В. Даниленком на південь від Завалля була виявлена стоянка періоду мезоліту (9 — 8 тисячоліття до н. е.). Тоді ж поблизу цієї території було відкрито поселення буго — дністровської культури періоду неоліту (6 — 4 тис. до н. е.).
В районі Березовської ГЕС В. Даниленко відкрив знамените поселення початку середнього етапу (В — 1) трипільської культури площею біля 10 га. Розкопки тут проводила експедиція Одеського університету під керівництвом В. Цибескова та Інституту археології АН України О. Цвек. Поблизу селища знаходяться кургани періоду бронзи (2 тис. до н. е.). В насипі одного з них виявлено поховання чорноліської археологічної культури (VIII—IX ст. до  н. е.).В насипі іншого кургану (поблизу школи-інтернату) в 1990 р. знайдено кістяк воїна сармата із залізним мечем та ритуальним горщиком (III ст. до н. е. — III ст.).
Навпроти селища, на правому березі Південного Бугу виявлено також стоянку людей пізнього палеоліту (40 — 10 тис. до н. е.), поселення трипільської культури (4 — 3 тис. до н. е.) та поряд з ним, черняхівське селище (II—V ст.). На північній околиці Завалля виявлене ще одне поселення черняхівської культури.
У XIV ст. землі, де знаходиться нині селище належало Великому князівству Литовському. Можливо, що саме тут знаходилася дерев'яна фортеця.
Навпроти на правому березі розташоване урочище Козачий Яр, в якому, до речі, знайдено татарського наконечника та поблизу знайдені військові речі тієї доби.
Згідно архівних документів через наш край проходив із козацьким загоном кошовий отаман Сірко, який в 1674 р. писав листа до московського  царя " із — под Козавчина над Бугом ". Можливо відтоді урочище одержало назву Козачий Яр. Більше того, на північній околиці Завалля від дороги на Гайворон до тераси Пд. Бугу простягся неглибокий яр прозваний Вовчим. Як відомо часто самого отамана прозивали Вовком (звідси і прізвище Сірко).
За переказами земля від Завалля до Салькового була подарована імператрицею Катериною II козаку Остапчуку. Відтоді ця частина території одержала назву Козацьке.
Завалля належить до найдревніших населених пунктів Поділля. Є відомості що поселення існувало ще в 1462 році. Тоді воно перебувало у складі Великого князівства Литовського і належало князям Коріатовичам. 1569 року після Люблінської унії, коли Польща і Литва об'єднались в єдину державу — Річ Посполиту, Завалля увійшло до складу Брацлавського воєводства. Селом, його людьми, землями заволодів граф Потоцький.
У 1862 р. Подільською Палатою Громадянського Суду засвідчено продаж петербурзькому купцю Г. Гінзбургу маєтку, поселень Могильна, Заваль, Сальков поміщиком І. Подгорським. Плата становила 306000 крб. за 9244 дес. 1193 сажні і селян 586 і 178 в перших двох селах, а Сальків заселено людьми вільного стану.
Через Завалля в XIX і на початку XX століть пролягав поштовий шлях від містечка Саврань до містечка Тернівка (нині частково Т 0207).
Майже всі жителі села займались землеробством. Вони були глибоковіруючими православними християнами, ревно відвідували церкву, яку збудували на честь великомученика Дмитра. 1880 року священник Доманицький відкрив у селі церковно-парафіяльну школу.
Під час Другої світової війни селище було окуповано 31 липня 1941 року. За роки окупації було страчено 10 осіб. 50 юнаків і дівчат вороги відправили на каторжні роботи до Німеччини. Німецькі війська вивезли з селища будівельні матеріали, металоконструкції, хліб, живність та сільгосппродукцію. Загальна сума збитку, завданого окупантами, становила 21 млн 657 тис. радянських карбованців. В ніч з 13 на 14 березня 1944 року 27-ма інженерна мінерно-саперна бригада звільнила Завалля від німецьких військ. Батальйоном, що очистив селище від ворогів, командував капітан Василь Семенович Грубань. Активну участь атакувальним підрозділам при звільненні Завалля і форсуванні Південного Бугу надали місцеві жителі. Особливо відзначилися: Є. Барабанчук, Д. Котюжан, Д. Пашковський, Юхим Клименчук, Трифон Чемерис, Т. Звончук.
Майже 600 жителів Завалля воювали, за неповними даними загинули в боях і пропали безвісти 190 чоловік. По війні в селищі збудовано два пам'ятники загиблим радянським воїнам.
Статус смт надано рішенням виконкому Кіровоградської облради від 23 липня 1957 року.
На 01.04.1967 с-ще Двадцятиріччя МЮД та Завалля були об'єднані в одне смт Завалля.

## Економіка
В 1918 р. тут встановилася  проросійська більшовицька (комуністична) влада. У лютому 1918 р. тут було утворено раду селянських депутатів. В 1922 р. було створено товариство спільного обробітку землі (ТСОЗ) " Нове життя " . В 1929 р. в Заваллі було організовано дві артілі: «Іскра» та «Радянське життя». На базі них незабаром було створено колгосп. Пізніше цей колгосп було перетворено на відділок бурякорадгоспу.
Виробниче і житлове будівництво здійснювало півтисячний колектив пересувної механізованої будівельної колони тресту «Кіровоградсільбуд». Працював місцевий КГП, цегельний завод, полігон залізобетонних виробів, камнеобробний цех.
В 1921—1924 роках вперше проведено дослідження залягання графітової руди біля Завалля. Було визнано за доцільне розпочати тут промислові розробки і в 1929 році заклали фундамент збагачувальної фабрики. А в 1934 році отримали перший графіт.
В 1941 році устаткування та техніка комбінату були евакуювані в місто Киштим Челябінської області. У квітні 1948 року комбінат було відновлено і він почав виробляти 3 тисячі тон графіту на рік. Для здешевлення здобування руди було закрито шахту і введено в дію кар'єр, який оснащено сучасною технікою. У 70-х роках продукція цього підприємства експортувалась у 21 країну світу. 1968 року комбінат удостоївся честі бути учасником ВДНГ у Москві.
З квітня 1999 року, на підприємстві почато проведення реструктуризації виробництва, метою якої, є оптимізація витрат, зменшення собівартості продукції, раціональне використання трудових і виробничих ресурсів, випуск матеріалів, відповідних сучасним вимогам.

## Населення

### Динаміка населення
Згідно з переписом населення у селищи проживало 4433 осіб.
| 1959 | 1970 | 1972 | 1979 | 1989 | 1992 | 1998 | 2001 | 2003 | 2004 | 2005 | 2006 | 2007 | 2008 | 2009 | 2010 |
| ---- | ---- | ---- | ---- | ---- | ---- | ---- | ---- | ---- | ---- | ---- | ---- | ---- | ---- | ---- | ---- |
| 4653 | 5572 | 5800 | 5957 | 5802 | 5900 | 5500 | 5204 | 5166 | 5133 | 5095 | 5033 | 5028 | 5013 | 4969 | 4944 |
| 2011 | 2012 | 2013 | 2014 | 2015 | 2016 | 2017 | 2018 | 2019 | 2020 | 2021 | 2022 |      |      |      |      |
| 4922 | 4897 | 4896 | 4882 | 4865 | 4834 | 4760 | 4684 | 4623 | 4576 | 4518 | 4433 |      |      |      |      |

### Мова
Розподіл населення за рідною мовою за даними перепису 2001 року:
| Мова            | Кількість | Відсоток |
| --------------- | --------- | -------- |
| українська      | 4963      | 95.42%   |
| російська       | 219       | 4.21%    |
| румунська       | 7         | 0.13%    |
| білоруська      | 5         | 0.10%    |
| гагаузька       | 3         | 0.06%    |
| болгарська      | 1         | 0.02%    |
| вірменська      | 1         | 0.02%    |
| інші/не вказали | 2         | 0.04%    |
| Усього          | 5201      | 100%     |

## Побут
В радянські часи коштами Графітового комбінату було збудовано майже 52 000 м² багатоповерхового житла, зведено Палац культури, середню школу, 2 дитячих дошкільних заклади, готель, гуртожиток. В селищі відкрили музичну школу, лікарню з поліклінікою, аптеку, магазини, побуткомбінат, баню, павільйони «Морозиво». Було посаджено тисячі дерев і кущів, розбито квітники, поліпшено благоустрій.

## Фестиваль
З 2009 року в селище Завалля проводиться щорічний фестиваль рок музики «Z-rock». Організатори фестивалю намагаються підвищити інтерес до рідного міста, та розвивати інфраструктуру.
На першому фестивалі влітку 2009 р. виступали гурти з Києва, Кіровограда, Умані та Гайворона. Фестиваль перетворюється на одну з найбільших культурних подій в районі. За чотири роки фестиваль відвідало безліч українських гуртів та виступило більше 10 гуртів з країн Європи (Франція, Австрія, Швеція та ін.).
Започаткувала традицію на рубежі 1980-х — 90-х рр. Саврансько-Заваллівська рок-група «Пластилін» (зареєстрована в Саврані).

## Уродженці Завалля
- Петро Назарович Магратій — театральний художник, живописець. Член Національної спілки театральних діячів України. Заслужений працівник культури України (2010).
- Яринка Ірина Сергіївна — українська веслувальниця.

## Спорт
- ФК «Авангард»